# CODAG

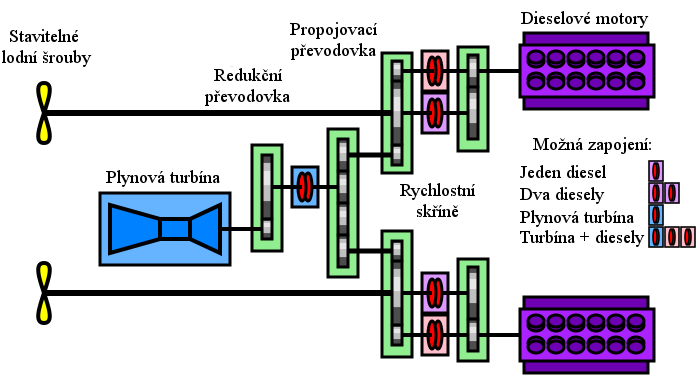
Schéma zapojení systému CODAG

CODAG (anglická zkratka za Combined diesel and gas) je kombinovaný námořní pohonný systém, využívající kombinace dieselmotorů a plynové turbíny. Používá se na lodích, které potřebují značně vyšší maximální rychlost než je jejich cestovní. To je požadováno například u válečných plavidel, jako jsou moderní fregaty a korvety.
Skládá se z dieselmotorů, které jsou používány pro plavbu cestovní rychlostí a plynové turbíny, která může být zapnuta pro plavbu maximální rychlostí (například v boji). Zpravidla je značný rozdíl ve výkonu, když jsou zapojeny jenom samotné dieselmotory a když jsou zapojeny dieselmotory spolu s turbínou. Pro omezení otáček se proto používá stavitelný lodní šroub a dieselmotory proto mohou i nadále pracovat, aniž by se musel měnit převodový poměr na propojovací převodovce. Kvůli tomu jsou ale potřeba speciální rychlostní převodovky, kterými se tento systém zásadně odlišuje od pohonu typu CODOG (kombinace dieselmotorů nebo plynové turbíny), kde jsou rychlostní převodovky vynechány a turbína může běžet, jenom když je dieselmotor odpojen (a naopak).
Například nové norské fregaty třídy Fridtjof Nansen mají převodový poměr diesel:šroub 1:7.7 při pohonu diesely a 1:5.3 při zapojené turbíně a dieselu. Některé lodě mají třístupňovou rychlostní převodovku: jeden stupeň pro případ, že pracuje jenom jeden diesel, druhý, když pracují oba dieselmotory a třetí pro připojenou turbínu.
Protože mohou být použity menší dieselmotory a samotná turbína s převodovkou nepotřebuje tolik místa, je tento kombinovaný pohon menší, než pouze dieselmotorový pohon o stejném maximálním výkonu. Vyšší ekonomičnost spotřeby paliva u dieselů umožňuje větší dosah při cestovní rychlosti, než kdyby byla použita jenom samotná turbína. Nevýhodou ale je složitost a hmotnost převodových mechanismů.
Cestovní rychlost válečných lodí s pohonem typu CODAG je zpravidla kolem 20 uzlů a maximální při zapojení turbíny pak kolem 30 uzlů.
Jako první byl CODAG použit na německých fregatách třídy Köln.

## Varianty systému CODAG

### Turbíny a diesel na samostatných hřídelích
Někdy je pohonný systém, kde jsou dieselmotory i turbíny napojeny na samostatné hřídele, rovněž označován jako CODAG. Tato konfigurace umožňuje vynechat komplikovaný systém rychlostní převodovky. Oproti pravému CODAG systému má ale toto zapojení následující nevýhody:
- Použití více lodních šroubů vyžaduje, aby byly menší a tím pádem i méně efektivní
- Šrouby, které nejsou v provozu, kladou odpor

### CODAG WARP
CODAG kombinující šroub s vodní tryskou (Water jet And Refined Propeller) je systém vyvinutý společností Blohm + Voss pro její lodě řady MEKO. Odstraňuje nevýhodu komplikované převodovky klasického CODAG i odpor nepracujících šroubů při plavbě pouze na dieselpohon z varianty CODOG s turbínou a dieselmotory na samostatných hřídelích. Používá dvou dieselmotorů v CODAG konfiguraci, takže oba šrouby mohou být poháněny libovolným z obou dieselmotorů (či oběma) a centrální vodní trysku poháněnou plynovou turbínou. Odstavená vodní tryska neklade odpor a jelikož může být umístěna dále na zádi a výše, není třeba redukovat velikost šroubů.

### CODAG-elektrický systém
Další možné řešení zapojení dvou odlišných pohonných strojů je napojit je na elektrické generátory obdobně jako u diesel-elektrického pohonu a takto vyrobenou elektřinou pohánět elektromotory. Takovéto zapojení používá například RMS Queen Mary 2. Takovéto zapojení také zjednodušuje použití natáčecích motorových gondol, kde jsou motory umístěny přímo v gondole. Další inovací u Queen Mary 2 je umístění turbín nikoliv do strojovny, ale přímo pod komín, aby turbíny měly lepší přístup vzduchu.